# Wagner (métro de Milan)
Pour les articles homonymes, voir Wagner.
Wagner est une station de la ligne 1 du métro de Milan, située piazza Richard Wagner.